# Sexfriend
Sexfriend (セックスフレンド sekkusufurendo?, lit. Amigos de sexo) es un juego de computadora y anime hentai. Se centra en su protagonista: Takabe Tomohiro, el cual tiene su primera relación sexual con su compañera de clase; Hayase Mina, en la oficina de la enfermería, más tarde Hayase le explica, que su relación se basa únicamente en el sexo, contrario a lo que quería Takabe; una relación sentimental.

## Trama
Takabe Tomohiro es un estudiante de instituto, al igual que Hayase Mina y ambos son compañeros de clase, aunque ninguno toma en cuenta al otro más que como compañeros. Así es hasta que un día la misma Hayase le pide a Takabe salir a su ayuda para hacerse pasar el por su nuevo novio, y con éxito haciendo huir triste y muy lastimado por la ruptura al otro .
Sorprendido Takabe con lo ocurrido, escucha a Hayase explicarle la situación de su relación, Hayase seduce a Takabe, lo lleva a la oficina de la enfermería y terminan teniendo relaciones sexuales. A partir de ese día mantienen una relación, casi a tal punto de tener sexo todos los días., Y solo deben considerarse ambos más que como amigos del sexo.

## Personajes
Takabe Tomohiro (高辺 智弘 Tomohiro Takabe?)
Seiyū: Taro Wasshoi
Es un chico normal de 18 años y estudiante de secundaria. Conoce a Hayase, desde hace algún tiempo, pero solo después de empezar con su relación, se da cuenta de que es una chica agradable, y empieza a interesarle como algo más que su amiga. 
Hayase Mina (早瀬 美奈 Mina Hayase?)
Seiyū: Ami Shizuki
Es la compañera de Takabe, tiene 18 años, un día decidió que quería a Takabe como amigo de sexo, y fue así como terminaron teniendo relaciones sexuales, más tarde empieza a sentir que Takabe la ve como algo más que como una amiga del sexo, así que tiene que explicarle que no se emocione con ello, sin embargo, ella misma acaba sintiendo algo por Takabe. Tiene una amiga que sólo aparece en el juego, aunque hace un cameo en la serie muy breve. 
Kaori Nonomiya (野々宮 華緒梨 Nonomiya Kaori?)
Seiyū: Kanari Kanzaki
Es la encargada de la biblioteca, tiene 18 años, le gusta la disciplina a tal punto de ser algo intranquilo. Al parecer le gusta Takabe aunque por su timidez no se atreve a confesarlo, un día Takabe la encuentra masturbándose, y desde ahí, Takabe llega incluso a abusar de ella. 
Taeko Nonomiya (野々宮 妙子 Nonomiya Taeko?)
Seiyū: Elena Kaibara
Es la hermana de Kaori Nonomiya, tiene 27 años, trabaja como doctora en la secundaria, al parecer conoce muy bien lo que hace Hayase, incluso llegando a hacerlo con Takabe, y en un trío con Kaori y Takabe.

## Temas Relacionados
- Se lanzaron dos OVAs en el año 2004, basadas en el juego previamente lanzado. Siendo sexualmente explícitas, se clasificaron como Hentai.
- También el 20 de agosto de 2003, salió a la venta el CD, con el soundtrack de las OVAs que aún no habían salido. Las 21 canciones interpretadas por la seiyu Ami Shizuki y Akasaka Maki.
- Salió a la venta también una edición especial, con las dos ovas, el CD soundtrack, y varios Fanbooks. ISBN 4-901972-01-4
- Una novela basada en el juego salió al mercado 15 de julio de 2003. ISBN 978-4-89490-184-1